# Adolf Jobst

Adolf Jobst

Adolf Jobst (* 10. Mai 1900 in Krummau an der Moldau, Österreich-Ungarn; † 15. Mai 1974 in Darmstadt) war ein deutscher Restaurator, Maler und Politiker (SdP, später NSDAP).

## Leben
Nach dem Besuch des Gymnasiums war Jobst von 1914 bis 1916 als Hilfsarbeiter und danach bis 1918 als Maler und Fotograf tätig. Wegen der Werbung für ein Freikorps wurde er 1918 verhaftet. Ihm gelang jedoch die Flucht nach Dalmatien und später nach Italien, wo er sich eingehender mit der Malerei befasste. Nach seiner Rückkehr nach Böhmen arbeitete er als Restaurator in Südböhmen. Es folgten weitere Studienzeiten in Frankreich (Sorbonne) und in München, Deutschland. Nach seiner Rückkehr Ende 1933 arbeitete er als Restaurator in Südböhmen, oft im Dienste des Grafen Schaffgotsch. In diesen Jahren entstanden viele eigene Werke, die ihm den Namen „Spitzweg des Böhmerwaldes“ einbrachten und heute teilweise in der Nationalgalerie Prag verwahrt werden.
Von 1932 bis zum Verbot der Partei 1933 gehörte er der DNSAP an. Jobst schloss sich 1934 der Sudetendeutschen Partei an und gehörte ab 1935 dem Abgeordnetenhaus der Tschechoslowakei an. Von 1937 bis 1938 war er Kreisleiter der Partei in Budweis. Auf dem Höhepunkt der Sudetenkrise setzte er sich im September 1938 kurzzeitig ins Deutsche Reich ab. Von September bis Oktober 1938 führte er die Gruppe II des Sudetendeutschen Freikorps. Nach der deutschen Annexion der Sudetengebiete im Herbst 1938 durch das nationalsozialistische Deutsche Reich wurde er Ende Oktober 1938 Mitglied der SA, bei der er den Rang eines Sturmbannführers erreichte. Am 12. Januar 1939 beantragte er die Aufnahme in die NSDAP und wurde rückwirkend zum 1. November 1938 aufgenommen (Mitgliedsnummer 6.473.718). Vom 4. Dezember 1938 bis 1945 war Jobst Mitglied des Reichstages. Zudem wurde er Gauinspektor bei der Gauleitung Oberdonau.
Von 1940 bis 1941 nahm er am Frankreichfeldzug teil. Hierfür wurde er vom Reichstag für ein Jahr beurlaubt. Nach seiner Rückkehr war er von Mai 1941 bis zum Kriegsende Kreisleiter von Bischofteinitz. 1942 heiratete er und hatte zwei Kinder. Am 9. Mai 1945 stellte er sich freiwillig den Amerikanern. Von 1945 bis 1948 war er in amerikanischer Kriegsgefangenschaft in Straubing, Hersbruck und Darmstadt. Er wurde 1948 als Mitläufer entnazifiziert und entlassen. Danach lebte er bis 1949 in Friedberg und dann in Marburg, wo er eine Stelle als Restaurator bekam. Anschließend wurde er nach Darmstadt geholt, wo er von 1951 bis 1965 am Hessischen Landesmuseum in Darmstadt als Leiter der Restaurierungswerkstätte tätig war.